# Pancreassap
Pancreassap of sucus pancreaticus is een sap dat wordt geproduceerd door de trosvormige exocriene klieren in de alvleesklier (pancreas). Het bevat een breed spectrum aan enzymen, waaronder trypsinogeen, chymotrypsinogeen, elastase, carboxypeptidase, lipase en amylase.
Pancreassap is alkalisch van aard, wat toe te schrijven is aan de hoge concentratie van bicarbonaationen. Dit is zeer bruikbaar in het neutraliseren van maagzuur.
De afscheiding van pancreassap wordt geregeld door het hormoon secretine, wat door de twaalfvingerige darm wordt uitgescheiden met als doel het detecteren van eiwitten en vetten. De afscheiding bestaat uit een waterige bicarbonaatcomponent en een enzymecomponent.